# Faye Kellerman
Faye Kellerman (født i 1952 i St. Louis, USA) er en amerikansk forfatter. Hun er uddannet tandlæge og matematiker, men begyndte i 1978 at skrive på fuld tid. Hun har fire børn og bor sammen med dem og sin mand, romanforfatteren og psykologen Jonathan Kellerman, i Los Angeles. Hun er kendt for sin krimiserie om det sympatiske makkerpar Peter Decker og Rina Lazarus.
På dansk er der, indtil videre, udkommet følgende titler:
- Det rituelle Bad
- Helligt og Profant
- Forsoningsdagen
- Fredlyst
- Messe for en Afdød
- Slangens Tand
- Dødelig Udgang
- De Glemte

1. ↑  Navnet er anført på engelsk og stammer fra Wikidata hvor navnet endnu ikke findes på dansk.